# Hjälmarsnäs
Hjälmarsnäs (även skrivet Hjelmarsnäs) är en herrgård vid Hjälmarens södra strand i Stora Mellösa socken i Örebro kommun i Närke, 13 kilometer öster om Örebro.
Hjälmarsnäs är känt sedan början av 1400-talet och tillhörde då Brynjulf Jonsson och under 1580-talet av ståthållaren på Nyköpings slott Gisle Nilsson Struss. Genom hans änkas giftermål med Lubert Didriksson Kauer 1600 tillföll gården denne. Bland övriga ägare märks bland andra Karl Gyllenstierna till Steninge. Senare har gården tillhört bland annat släkterna  Stackelberg, Wachtmeister, von Schantz, Bohnstedt och von Horn. 
Herrgårdens corps de logi är i sin nuvarande utformning troligen huvudsakligen uppfört vid mitten av 1700-talet samt kraftigt ombyggt 1893–94 samt ånyo 1924. I byggnaden ingår dock även betydligt äldre partier, däribland ett källarvalv som torde kunna dateras till 1200-talet.